# Staaten River National Park
Staaten River National Park är en park i Australien. Den ligger i kommunen Tablelands och delstaten Queensland, omkring 1 600 kilometer nordväst om delstatshuvudstaden Brisbane. Staaten River National Park ligger 78 meter över havet.
Trakten runt Staaten River National Park är nära nog obefolkad, med mindre än två invånare per kvadratkilometer.. Det finns inga samhällen i närheten.
Omgivningarna runt Staaten River National Park är huvudsakligen savann. Genomsnittlig årsnederbörd är 1 216 millimeter. Den regnigaste månaden är januari, med i genomsnitt 314 mm nederbörd, och den torraste är september, med 2 mm nederbörd.